# Formule des caractères de Weyl
En théorie des représentations, la formule des caractères de Weyl est une description des caractères des représentations irréductibles des groupes de Lie compacts en fonction de leurs plus haut poids. Elle a été prouvée par Hermann Weyl. Il existe une formule étroitement liée pour le caractère d'une représentation irréductible d'une algèbre de Lie semi-simple. Dans l'approche de Weyl de la théorie des représentations des groupes de Lie compacts connexes, la preuve de la formule des caractères est une étape clé pour prouver que chaque poids entier dominant est effectivement le plus haut poids d'une représentation irréductible. Parmi les conséquences importantes de la formule des caractères figurent la formule de la dimension de Weyl (présentée ci-dessous) et la formule de multiplicité de Kostant.
Par définition, le caractère {\displaystyle \chi } d'une représentation {\displaystyle \pi } de G est la trace de {\displaystyle \pi (g)}, vue comme fonction d'un élément du groupe {\displaystyle g\in G}. Les représentations irréductibles dans ce cas sont toutes de dimension finie (cela fait partie du théorème de Peter-Weyl) ; la notion de trace est donc celle usuelle de l'algèbre linéaire. La connaissance du caractère {\displaystyle \chi } de {\displaystyle \pi } donne beaucoup d'informations sur {\displaystyle \pi } lui-même, puisque par exemple {\displaystyle \chi } caractérise {\displaystyle \pi } à isomorphisme près.
La formule de Weyl est une formule fermée pour le caractère {\displaystyle \chi }, en termes d'autres objets construits à partir de G et de son algèbre de Lie.

## Énoncé
La formule des caractères peut être exprimée en termes de représentations d'algèbres de Lie semi-simples complexes ou en termes (essentiellement équivalents) de groupes de Lie compacts.

### Algèbres de Lie semi-simples complexes
Soit {\displaystyle \pi } une représentation irréductible de dimension finie d'une algèbre de Lie semi-simple complexe {\displaystyle {\mathfrak {g}}}. Soit {\displaystyle {\mathfrak {h}}} une sous-algèbre de Cartan de {\displaystyle {\mathfrak {g}}}. Le caractère de {\displaystyle \pi } est alors la fonction {\displaystyle \operatorname {ch} _{\pi }:{\mathfrak {h}}\rightarrow \mathbb {C} } défini par
{\displaystyle \operatorname {ch} _{\pi }(H)=\operatorname {tr} (e^{\pi (H)}).}
La valeur du caractère en {\displaystyle H=0} est la dimension de {\displaystyle \pi }. Par des considérations élémentaires, on voit que le caractère peut être calculé comme
{\displaystyle \operatorname {ch} _{\pi }(H)=\sum _{\mu }m_{\mu }e^{\mu (H)},}
où la somme porte sur tous les poids {\displaystyle \mu } de {\displaystyle \pi } et où {\displaystyle m_{\mu }} est la multiplicité de {\displaystyle \mu }, c'est-à-dire la dimension de l'espace de poids correspondant. (L'expression précédente est parfois considérée comme la définition du caractère.)
La formule des caractères exprime que {\displaystyle \operatorname {ch} _{\pi }(H)} peut aussi être calculé comme
{\displaystyle \operatorname {ch} _{\pi }(H)={\frac {\sum _{w\in W}\varepsilon (w)e^{w(\lambda +\rho )(H)}}{\prod _{\alpha \in \Delta ^{+}}(e^{\alpha (H)/2}-e^{-\alpha (H)/2})}}}
où
- {\displaystyle W} est le groupe de Weyl ;
- {\displaystyle \Delta ^{+}} est l'ensemble des racines positives du système de racines {\displaystyle \Delta } ;
- {\displaystyle \rho } est la demi-somme des racines positives, souvent appelée vecteur de Weyl ;
- {\displaystyle \lambda } est le plus haut poids  de la représentation irréductible {\displaystyle V} ;
- {\displaystyle \varepsilon (w)} est le déterminant de l'action de {\displaystyle w} sur la sous-algèbre de Cartan {\displaystyle {\mathfrak {h}}\subset {\mathfrak {g}}} ; il est égal à {\displaystyle (-1)^{\ell (w)}}, où {\displaystyle \ell (w)} est la longueur de l'élément du groupe de Weyl, définie comme étant le nombre minimal de réflexions par rapport aux racines simples telles que {\displaystyle w} est égal au produit de ces réflexions.

### Discussion
En utilisant la formule du dénominateur de Weyl (décrite ci-dessous), la formule des caractères peut être réécrite comme
{\displaystyle \operatorname {ch} _{\pi }(H)={\frac {\sum _{w\in W}\varepsilon (w)e^{w(\lambda +\rho )(H)}}{\sum _{w\in W}\varepsilon (w)e^{w(\rho )(H)}}}} ,
ou, ce qui revient au même,
{\displaystyle \operatorname {ch} _{\pi }(H){\sum _{w\in W}\varepsilon (w)e^{w(\rho )(H)}}=\sum _{w\in W}\varepsilon (w)e^{w(\lambda +\rho )(H)}.}
Le caractère est lui-même une grande somme d'exponentielles. Dans cette dernière expression, on multiplie ensuite le caractère par une somme alternée d'exponentielles, ce qui se traduit apparemment par une somme encore plus grande d'exponentielles. La partie surprenante de la formule des caractères est qu'en calculant ce produit, il ne reste en fait qu'un petit nombre de termes. Beaucoup plus de termes que cela apparaissent au moins une fois dans le produit du caractère et du dénominateur de Weyl, mais la plupart de ces termes s'éliminent. Les seuls termes qui restent sont les termes qui n'apparaissent qu'une seule fois, à savoir {\displaystyle e^{(\lambda +\rho )(H)}} (qui est obtenu en prenant le plus haut poids de {\displaystyle \operatorname {ch} _{\pi }} et le plus haut poids du dénominateur de Weyl) et des termes provenant de l'orbite du groupe de Weyl de {\displaystyle e^{(\lambda +\rho )(H)}}.

### Groupes de Lie compacts
Soit {\displaystyle K} un groupe de Lie compact connexe et soit {\displaystyle T} un tore maximal dans {\displaystyle K}. Soit {\displaystyle \Pi } une représentation irréductible de {\displaystyle K}. On définit alors le caractère de {\displaystyle \Pi } comme la fonction
{\displaystyle \mathrm {X} (x)=\operatorname {trace} (\Pi (x)),\quad x\in K.}
On montre facilement que le caractère est une fonction de classe sur {\displaystyle K} et le théorème de Peter-Weyl affirme que les caractères forment une base orthonormée pour l'espace des fonctions de classe de carré intégrables sur {\displaystyle K}.
Comme {\displaystyle \mathrm {X} } est une fonction de classe, elle est déterminée par sa restriction à {\displaystyle T}. Maintenant, pour {\displaystyle H} dans l'algèbre de Lie {\displaystyle {\mathfrak {t}}} de {\displaystyle T}, on a
{\displaystyle \operatorname {tr} (\Pi (e^{H}))=\operatorname {tr} (e^{\pi (H)})} ,
où {\displaystyle \pi } est la représentation associée de l'algèbre de Lie {\displaystyle {\mathfrak {k}}} de {\displaystyle K}. Ainsi, la fonction {\displaystyle H\mapsto \operatorname {tr} (\Pi (e^{H}))} est simplement le caractère de la représentation associée {\displaystyle \pi } de {\displaystyle {\mathfrak {k}}}, comme dans la sous-section précédente. La restriction du caractère de {\displaystyle \Pi } à {\displaystyle T} est alors donnée par la même formule que dans le cas de l'algèbre de Lie :
{\displaystyle \mathrm {X} (e^{H})={\frac {\sum _{w\in W}\varepsilon (w)e^{w(\lambda +\rho )(H)}}{\sum _{w\in W}\varepsilon (w)e^{w(\rho )(H)}}}.}
La démonstration de Weyl de la formule des caractères dans le cadre des groupes compacts est complètement différente de la démonstration algébrique de la formule des caractères dans le cadre des algèbres de Lie semi-simples. Dans le cadre des groupes compacts, il est courant d'utiliser des « racines réelles » et des « poids réels », qui diffèrent par un facteur {\displaystyle i} des racines et des poids utilisés ici. Ainsi, la formule dans le cadre du groupe compact a tout le long des facteurs de {\displaystyle i} dans les exposants.

### Le cas de SU(2)
Dans le cas du groupe SU(2), considérons la représentation irréductible de dimension {\displaystyle m+1}. Si on choisit pour {\displaystyle T} le sous-groupe diagonal de SU(2), la formule de caractère se lit :
{\displaystyle \mathrm {X} \left({\begin{pmatrix}e^{i\theta }&0\\0&e^{-i\theta }\end{pmatrix}}\right)={\frac {e^{i(m+1)\theta }-e^{-i(m+1)\theta }}{e^{i\theta }-e^{-i\theta }}}={\frac {\sin((m+1)\theta )}{\sin \theta }}.}
(Le numérateur et le dénominateur dans la formule de caractères ont chacun deux termes.) Il est instructif de vérifier directement cette formule dans ce cas, afin de pouvoir observer le phénomène d'annulation implicite dans la formule des caractères de Weyl.
Puisque les représentations sont connues très explicitement, le caractère de la représentation peut être écrit comme
{\displaystyle \mathrm {X} \left({\begin{pmatrix}e^{i\theta }&0\\0&e^{-i\theta }\end{pmatrix}}\right)=e^{im\theta }+e^{i(m-2)\theta }+\cdots +e^{-im\theta }.}
Le dénominateur de Weyl, quant à lui, est simplement la fonction {\displaystyle e^{i\theta }-e^{-i\theta }}. En multipliant le caractère par le dénominateur de Weyl, on obtient
{\displaystyle \mathrm {X} \left({\begin{pmatrix}e^{i\theta }&0\\0&e^{-i\theta }\end{pmatrix}}\right)(e^{i\theta }-e^{-i\theta })=\left(e^{i(m+1)\theta }+e^{i(m-1)\theta }+\cdots +e^{-i(m-1)\theta }\right)-\left(e^{i(m-1)\theta }+\cdots +e^{-i(m-1)\theta }+e^{-i(m+1)\theta }\right),}
On peut à présent vérifier facilement que la plupart des termes s'annulent entre les deux termes du côté droit ci-dessus, et qu'il reste seulement
{\displaystyle \mathrm {X} \left({\begin{pmatrix}e^{i\theta }&0\\0&e^{-i\theta }\end{pmatrix}}\right)(e^{i\theta }-e^{-i\theta })=e^{i(m+1)\theta }-e^{-i(m+1)\theta }}
de sorte que
{\displaystyle \mathrm {X} \left({\begin{pmatrix}e^{i\theta }&0\\0&e^{-i\theta }\end{pmatrix}}\right)={\frac {e^{i(m+1)\theta }-e^{-i(m+1)\theta }}{e^{i\theta }-e^{-i\theta }}}={\frac {\sin((m+1)\theta )}{\sin \theta }}.}
Le caractère est dans ce cas une série géométrique de raison {\displaystyle R=e^{2i\theta }} et l'argument précédent est une légère variante de la méthode habituelle pour calculer la somme d'une suite géométrique finie.

## Formule du dénominateur de Weyl
Dans le cas particulier de la représentation triviale de dimension 1, le caractère est 1, et la formule des caractères de Weyl devient la formule du dénominateur de Weyl :
{\displaystyle {\sum _{w\in W}\varepsilon (w)e^{w(\rho )(H)}=\prod _{\alpha \in \Delta ^{+}}(e^{\alpha (H)/2}-e^{-\alpha (H)/2})}.}
Pour les groupes spéciaux unitaires, cela équivaut à l'expression
{\displaystyle \sum _{\sigma \in {\mathfrak {S}}_{n}}\varepsilon (\sigma )\,X_{1}^{\sigma (1)-1}\cdots X_{n}^{\sigma (n)-1}=\prod _{1\leq i<j\leq n}(X_{j}-X_{i})}
pour le déterminant de Vandermonde.

## Formule de dimension de Weyl
En évaluant le caractère en {\displaystyle H=0}, la formule des caractères de Weyl donne la formule de la dimension de Weyl
{\displaystyle \dim(V_{\lambda })={\prod _{\alpha \in \Delta ^{+}}(\lambda +\rho ,\alpha ) \over \prod _{\alpha \in \Delta ^{+}}(\rho ,\alpha )}}
pour la dimension d'une représentation de dimension finie {\displaystyle V_{\lambda }} de plus haut poids {\displaystyle \lambda }. (Comme d'habitude, ρ est la moitié de la somme des racines positives et le produit porte sur l'ensemble des racines positives α.) La spécialisation n'est pas complètement triviale car le numérateur et le dénominateur de la formule des caractères de Weyl s'annulent avec une grande multiplicité en l'élément neutre, si bien qu'il est nécessaire de prendre une limite de la trace d'un élément tendant vers l'identité, en utilisant une version de la règle de L'Hôpital. Dans le cas de SU(2) décrit ci-dessus, par exemple, on peut retrouver la dimension {\displaystyle m+1} de la représentation en utilisant la règle de L'Hôpital en évaluant la limite lorsque {\displaystyle \theta } tend vers zéro de {\displaystyle \sin((m+1)\theta )/\sin \theta }.
On peut prendre l'exemple de l'algèbre de Lie complexe semi-simple sl(3, C), ou de manière équivalente le groupe compact SU(3). Dans ce cas, les représentations sont paramétrées par une paire {\displaystyle (m_{1},m_{2})} d'entiers naturels. Il y a trois racines positives et il n'est pas difficile de vérifier que la formule de dimension prend la forme explicite suivante :
{\displaystyle \dim(V_{m_{1},m_{2}})={\frac {1}{2}}(m_{1}+1)(m_{2}+1)(m_{1}+m_{2}+2).}
Le cas {\displaystyle m_{1}=1,\,m_{2}=0} correspond à la représentation standard et la formule de dimension donne bien la valeur 3 dans ce cas.

## Formule de multiplicité de Kostant
La formule des caractères de Weyl donne le caractère de chaque représentation sous forme de quotient, où le numérateur et le dénominateur sont chacun une combinaison linéaire finie d'exponentielles. Alors que cette formule détermine en principe le caractère, il n'est pas particulièrement évident de savoir comment on peut calculer explicitement ce quotient comme une somme finie d'exponentielles. Déjà dans le cas SU(2) décrit ci-dessus, il n'est pas immédiatement évident de partir de la formule des caractères de Weyl, qui exprime le caractère comme {\displaystyle \sin((m+1)\theta )/\sin \theta }, et de retrouver la formule du caractère sous forme de somme d'exponentielles :
{\displaystyle e^{im\theta }+e^{i(m-2)\theta }+\cdots +e^{-im\theta }.}
Dans ce cas, il n'est peut-être pas très difficile de reconnaître l'expression {\displaystyle \sin((m+1)\theta )/\sin \theta } comme la somme d'une série géométrique finie, mais en général le besoin d'une procédure plus systématique se fait sentir.
En général, le processus de division peut être accompli en calculant un inverse formel du dénominateur de Weyl, puis en multipliant le numérateur dans la formule des caractères de Weyl par cet inverse formel. Le résultat donne le caractère sous la forme d'une somme finie d'exponentielles. Les coefficients de ce développement sont les dimensions des espaces de poids, c'est-à-dire les multiplicités des poids. On obtient ainsi, à partir de la formule des caractères de Weyl, une formule des multiplicités des poids, appelée formule des multiplicités de Kostant. Une variante, qui est plus calculable dans certains cas, est donnée dans la section suivante.

## Formule de Freudenthal
La formule de Hans Freudenthal est une formule récursive pour les multiplicités des poids qui donne la même réponse que la formule des multiplicités de Kostant, mais est parfois plus facile à utiliser pour les calculs car il peut y avoir beaucoup moins de termes à additionner. La formule est fondée sur l'utilisation de l'élément de Casimir et sa dérivation est indépendante de la formule du caractère. Elle stipule que
{\displaystyle (\|\Lambda +\rho \|^{2}-\|\lambda +\rho \|^{2})m_{\Lambda }(\lambda )=2\sum _{\alpha \in \Delta ^{+}}\sum _{j\geq 1}(\lambda +j\alpha ,\alpha )m_{\Lambda }(\lambda +j\alpha )}
où
- Λ est le plus haut poids,
- λ est un autre poids,
- {\displaystyle m_{\Lambda }(\lambda )} est la multiplicité du poids λ dans la représentation irréductible VΛ ;
- ρ est le vecteur de Weyl :
- la première somme porte sur toutes les racines positives α.

## Formule des caractères de Weyl-Kac
La formule des caractères de Weyl est également valable pour les représentations intégrables de plus haut poids des algèbres de Kac-Moody, pour lesquelles elle est connue sous le nom de formule des caractères de Weyl-Kac. De même, il existe une identité de dénominateur pour les algèbres de Kac-Moody, qui dans le cas des algèbres de Lie affines est équivalente aux identités de Macdonald. Dans le cas le plus simple de l'algèbre de Lie affine de type A1, on retrouve l'identité du triple produit de Jacobi
{\displaystyle \prod _{m=1}^{\infty }\left(1-x^{2m}\right)\left(1-x^{2m-1}y\right)\left(1-x^{2m-1}y^{-1}\right)=\sum _{n=-\infty }^{\infty }(-1)^{n}x^{n^{2}}y^{n}.}
La formule des caractères peut également être étendue aux représentations intégrables de plus haut poids des algèbres de Kac-Moody généralisées, pour lesquelles le caractère est donné par
{\displaystyle {\sum _{w\in W}(-1)^{\ell (w)}w(e^{\lambda +\rho }S) \over e^{\rho }\prod _{\alpha \in \Delta ^{+}}(1-e^{-\alpha })}.}
Ici, S est un terme de correction donné en fonction des racines simples imaginaires par
{\displaystyle S=\sum _{I}(-1)^{|I|}e^{\Sigma I},}
où la somme porte sur tous les sous-ensembles finis I de racines simples imaginaires qui sont deux à deux orthogonales et orthogonales au plus haut poids λ, où |I| est le cardinal de I et {\displaystyle \Sigma I} est la somme des éléments de I.
La formule du dénominateur de l'algèbre de Lie Monstre est la formule du produit
{\displaystyle j(p)-j(q)=\left({1 \over p}-{1 \over q}\right)\prod _{n,m=1}^{\infty }(1-p^{n}q^{m})^{c_{nm}}}
pour la fonction modulaire elliptique j.
Peterson a donné une formule de récurrence pour les multiplicités mult(β) des racines β d'une algèbre de Kac-Moody symétrisable (généralisée), formule qui est équivalente à la formule du dénominateur de Weyl-Kac mais plus facile à utiliser pour les calculs :
{\displaystyle (\beta ,\beta -2\rho )c_{\beta }=\sum _{\gamma +\delta =\beta }(\gamma ,\delta )c_{\gamma }c_{\delta }\,}
où la somme porte sur les racines positives γ, δ, et
{\displaystyle c_{\beta }=\sum _{n\geq 1}{\operatorname {mult} (\beta /n) \over n}.}

## Formule des caractères de Harish Chandra
Harish-Chandra a montré que la formule des caractères de Weyl admet une généralisation aux représentations d'un groupe réel réductif. Soit {\displaystyle \pi } une représentation irréductible admissible d'un groupe réel réductif G de caractère infinitésimal {\displaystyle \lambda }. Soit {\displaystyle \Theta _{\pi }} le caractère de Harish-Chandra de {\displaystyle \pi } ; il est donné par intégration contre une fonction analytique sur l'ensemble régulier. Si H est un sous-groupe de Cartan de G et H' est l'ensemble des éléments réguliers de H, alors
{\displaystyle \Theta _{\pi }|_{H'}={\sum _{w\in W/W_{\lambda }}a_{w}e^{w\lambda } \over e^{\rho }\prod _{\alpha \in \Delta ^{+}}(1-e^{-\alpha })}.}
Ici,
- W est le groupe de Weyl complexe de {\displaystyle H_{\mathbb {C} }} par rapport à {\displaystyle G_{\mathbb {C} }} ;
- {\displaystyle W_{\lambda }} est le stabilisateur de {\displaystyle \lambda } dans W

et les autres notations sont comme ci-dessus.
Les coefficients {\displaystyle a_{w}} ne sont toujours pas bien compris. Des résultats sur ces coefficients peuvent être trouvés dans les articles de Herb, Adams, Schmid et Schmid-Vilonen, entre autres.